# Carlo Bugatti

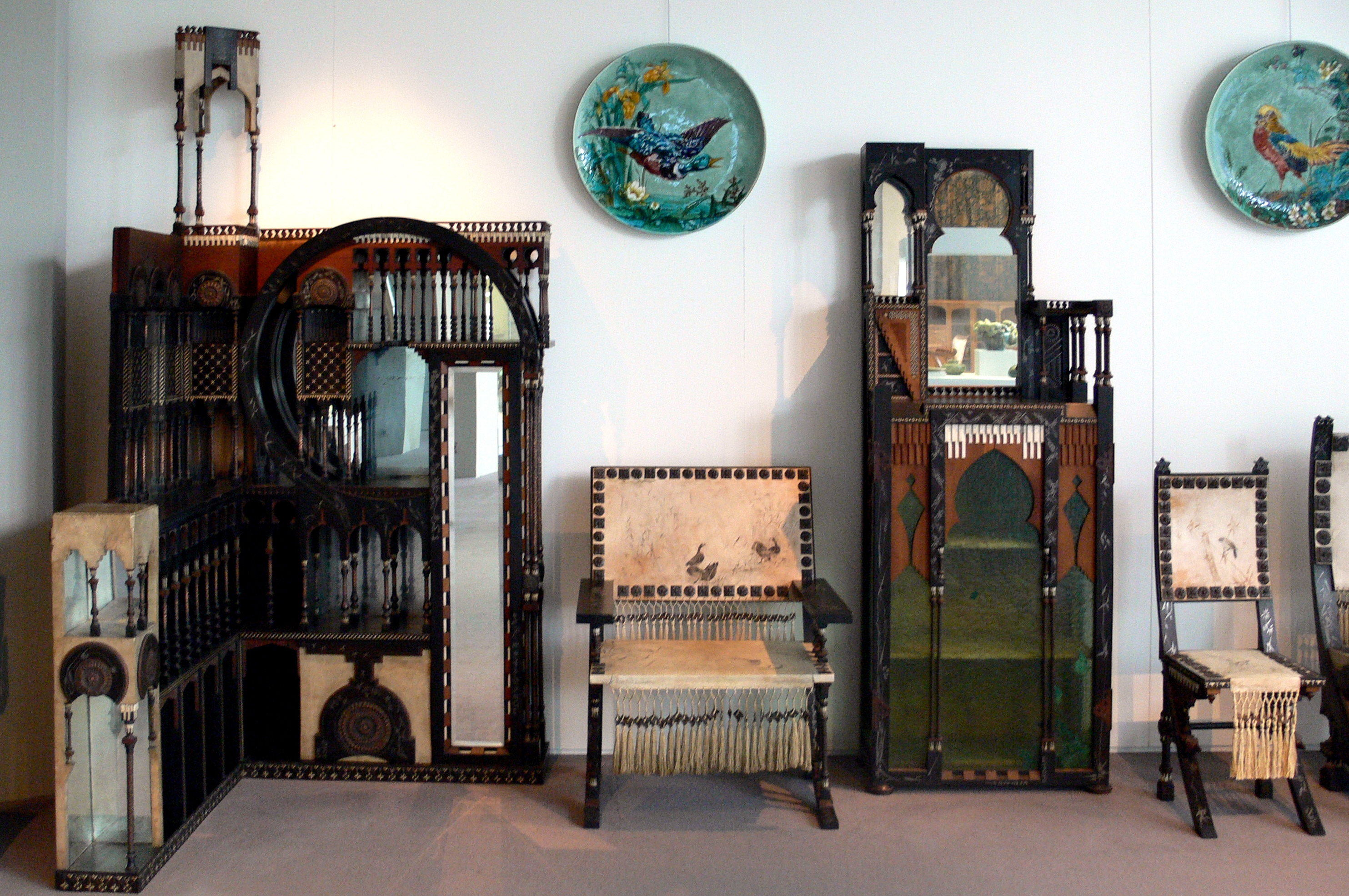
Salonmobiliar von Carlo Bugatti um 1885, Kunstgewerbemuseum Berlin, aufgenommen 2009

Carlo Bugatti (* 16. Februar 1856 in Mailand; † 31. März 1940 in Molsheim, Elsass) war ein italienischer Designer, Dekorateur und Architekt und Hauptvertreter des Ästhetizismus. Er war der Bruder von Luigia Bugatti, welche seit 1880 die Ehefrau seines Freundes, Mitstudenten und Malers Giovanni Segantini war. Außerdem pflegte er eine Freundschaft zu dem Komponisten Giacomo Puccini.

## Ausbildung und Anfänge
Der Sohn des Architekten und Bildhauers Giovanni Luigi Bugatti studierte Architektur an der Mailänder Accademia di Brera und ab 1875 an der Pariser Académie des Beaux-Arts. 1880 heiratete er Teresa Lorioli und begann seine berufliche Laufbahn in Mailand als Architekt, jedoch widmete er sich später dem Möbeldesign, welches ihm bald zu großer Bekanntheit verhalf. Bis 1904 unterhielt er eine Werkstatt an der Via Castelfiardo 6 in Mailand.

## Kunststil
Mit seiner persönlichen Variante des Jugendstils schuf er sehr eigenwillige und extravagante Möbel, die meist Einzelstücke blieben. Später wurden einfachere Möbel auch in Serie gefertigt.
Bugattis künstlerische Werke waren von asiatischen, vor allem türkischen und japanischen, Ornamenten und Schriftzeichen inspiriert. Sein Stil, der durch die neue Kunst beeinflusst war, unterschied sich durch die Verwendung von:
- außergewöhnlichen Materialien wie z. B. Elfenbein,
- exotischen Hölzern,
- Keramiken,
- Kupfer-, Zinn- und Pergamenteinlegearbeiten,
- Musikinstrumenten,
- Perlmutt,
- Silberwaren,
- Textilien.

## Ausstellungen
Die erste Ausstellung von Bugatti-Möbeln fand 1888 auf der Mailänder Kunstindustriemesse statt. Im Sommer des gleichen Jahres folgte die Teilnahme an der ersten internationalen Ausstellung, der Italian Exhibition in London. Auf ihr hatte Bugatti seinen ersten Erfolg außerhalb Italiens, da seine Möbel dort einen Ehrenpreis gewannen. Seine Möbel im „Bugatti“-Stil wurden daraufhin international bekannt – z. B. wurde der „Turkish Salon“ des New Yorker Hotels Waldorf-Astoria mit Bugatti-Möbeln ausgestattet.
Es folgten weitere Ausstellungen in Amsterdam und Antwerpen sowie Berichte in internationalen Zeitschriften, die seinen Ruf weiter bestärkten. Er war auf vielen internationalen Ausstellungen vertreten und gewann zahlreiche bedeutende Preise. Im Jahre 1900 nahm Bugatti an der Weltausstellung Paris 1900 in Paris teil und gewann eine Silbermedaille für seine Möbel. 1902 triumphierte er in Turin auf der Internationalen Ausstellung für dekorative moderne Kunst. Sein Damenschreibtisch mit Stuhl von 1902 ist als außergewöhnliche Materialien mit Pergament und Kupferblech überzogen.

## Lebensabend
1904, mit 48 Jahren, verkaufte Carlo Bugatti sein Mailänder Atelier und siedelte nach Paris über. Dort arbeitete er für die Kaufhäuser Grands Magasins Dufayel und Le Bon Marché, schuf Silbergefäße und Bronzegeräte und wandte sich mehr der Malerei zu. Nach nur 6 Jahren, im Jahre 1910, zog er sich nach Pierrefonds bei Compiègne zurück. Er richtete sich wieder ein eigenes Atelier ein und war von 1914 bis 1918 sogar Bürgermeister von Pierrefonds. 1937, zwei Jahre nach dem Tod seiner Frau, zog der mittlerweile 81-jährige Carlo Bugatti zu seinem Sohn Ettore nach Molsheim im Elsass, der dort seine Fabrik errichtet hatte.

## Familie
Mit seiner Frau, Teresa Lorioli, hatte er drei Kinder: Deanice Bugatti (1883–1932), Ettore Bugatti (1881–1947), Fahrzeugkonstrukteur und Unternehmer (Bugatti), und Rembrandt Bugatti (1885–1916), Tierbildhauer.
Für seine beiden Söhne sah Carlo ebenfalls einen künstlerischen Werdegang vor. Diesen Weg schlug jedoch nur Rembrandt ein; Ettore begann zwar ein Kunststudium in Mailand, wechselte jedoch, nach Fürsprache durch einen Freund der Familie, Dominique Lumberjack, 1897 zum Mailänder Autobauer Prinetti & Stucchi. Noch 1902 war Carlos Unterschrift erforderlich als der noch nicht volljährige Ettore einen Arbeitsvertrag als Chefingenieur bei De Dietrich erhielt.